# Gust Tsilis
Gust William Tsilis (* 14. April 1956 in Chicago, Illinois) ist ein amerikanischer Jazzmusiker (Vibraphon, Marimba, Schlagzeug, Perkussion), Komponist und Musikproduzent.

## Leben und Wirken
Tsilis erhielt als Kind Klavierunterricht, spielte aber auch als Autodidakt Schlagzeug. Während seines 1974
aufgenommenen Studiums am Berklee College of Music konzentrierte er sich auf das Vibraphon. 1981 zog er nach New York City, wo er mit Herb Robertson (X-Cerpts: Live at Willisau, 1987), Wilber Morris und Arthur Blythe (seit 1990 bis heute) arbeitete. Er gründete eine eigene Formation, der Musiker wie Joe Lovano, Arthur Blythe,
Lonnie Plaxico und Billy Hart angehörten. Mit Billy Hart, Peter Madsen und Anthony Cox nahm er 1988 sein erstes Album Possibilities auf.
Tsilis war zeitweilig als Promoter und Produzent insbesondere für das japanische Ken-Label und das Enja-Label von Matthias Winckelmann aktiv, für das er Kevin Mahogany entdeckte und Produktionen von Maria Schneider, Art Taylor und anderen amerikanischen Musikern verantwortete. Von 1986 bis 1999 leitete er den New Yorker Jazzclub Visiones. Er nahm auch mit Ron Getz und mit Karl Denson auf. 2000 tourte er mit eigenem Quartett und mit der Band von Lindsey Horner durch Europa. 2002 zog er nach Los Angeles.

## Diskographische Hinweise
- Possibilities (Ken, 1988) Billy Hart, Anthony Cox, Pete Madsen
- Pale Fire (Enja, 1990) Arthur Blythe, Horacee Arnold, Anthony Cox, Arto Tuncboyacian, Allen Farnham
- Sequestered days (Enja, 1992) Joe Lovano, Billy Hart, Anthony Cox, Pete Madsen
- Wood Music (Enja, 1993)
- Echoes (1996) mit John Abercrombie, Arthur Blythe, Mark Feldman, Anthony Cox, Terri Lyne Carrington
- Pure Affection (2007), mit Uri Caine

## Lexigraphische Einträge
- Leonard Feather, Ira Gitler: The Biographical Encyclopedia of Jazz. Oxford University Press, New York 1999, ISBN 0-19-532000-X.
- Martin Kunzler: Jazz-Lexikon. Band 2: M–Z (= rororo-Sachbuch. Bd. 16513). 2. Auflage. Rowohlt, Reinbek bei Hamburg 2004, ISBN 3-499-16513-9.